# NGC 2051
NGC 2051 је расејано звездано јато у сазвежђу Трпеза које се налази на NGC листи објеката дубоког неба.
Деклинација објекта је - 71° 0' 41" а ректасцензија 5h 36m 7,4s. Привидна величина (магнитуда) објекта NGC 2051 износи 11,7 а фотографска магнитуда 12,0. NGC 2051 је још познат и под ознакама ESO 56-SC169.